# 島居辰次郎
島居 辰次郎（しますえ たつじろう、1905年9月12日 - 1997年10月4日）は、日本の逓信官僚。海上保安官、海上保安庁長官。広島県尾道市出身。

## 経歴
広島県立福山中学校（現福山誠之館高等学校）、第一高等学校を経て1930年、東京大学法学部卒業。1930年、逓信省入省。1938年12月8日、ダグラス14人乗りの航空機DC-2(台北福岡ルート、フライトは台北のフィールド（この台北松山空港）から早朝6時30分、離陸、福岡、九州で飛ぶ)、"富士"がクラッシュを生き延びた。北海道海運局、近畿海運局長などを経て1953年海上保安庁次長。1955年5月から1958年12月まで海上保安庁長官を務めた。退官後は特定船舶整備公団理事長、日本原子力船開発事業団理事長などを務めた。1979年勲二等旭日重光章授与。墓所は多磨霊園。
海上保安庁長官時代に「宗谷」を灯台補給船から南極観測船に仕立てた。
船に乗ってる間、ずっと絵を描いていたというほど絵が好きで、三木武夫が運輸大臣を務めていた時、島居が三木に絵を描くことを勧め、これをきっかけに、無趣味だった三木が絵を描くようになった。三木は当時は無名だった平山郁夫からも絵の手ほどきを受けたという。
晩年は東京都内幸町に本社のあったセナー株式会社の会長として、若い社員からも慕われる存在であった。